# Elekes Ferenc (újságíró)
Elekes Ferenc (Siménfalva, 1935. március 4. –) erdélyi magyar költő, író, újságíró, esszéíró.

## Életútja
Id. Elekes Ferenc és Marosi Emma házasságából született a székelyföldi Siménfalván, az egykori Udvarhely megyében. Elekes Ferenc Marosvásárhelyen él és alkot, egyetlen testvére, Elekes Károly Munkácsy Mihály-díjas festőművész jelenleg Budapesten él. Középiskoláit a székelykeresztúri Orbán Balázs Gimnáziumban végezte. 1959-ben végzett a Babeș–Bolyai Tudományegyetem orosz szakán. 1962-től sok éven át az Ifjúmunkás, majd az Új Élet, később Erdélyi Figyelő címen megjelent lapnál dolgozott vagy húsz évig belső munkatársként Sütő Andrással egy szerkesztőségben.
Korai versei az Igaz Szóban 1958-tól, majd a Városi veréb című Forrás-kötetében (1966) és a Vitorla-ének (1967), majd a Megtalált világ (1968) című antológiákban (1968) jelentek meg. Oroszból fordított költeményeket, többek közt Jeszenyintől. Publicisztikai munkássága mindenekelőtt stiláris, írói megformáltság tekintetében jelentős. Több irodalmi műfajban (vers, próza, esszé) teljesen otthonosan mozog. Hosszabb hallgatás után újra alkotói ereje teljében van. A hangyák útja és Gocsovszkyné című kötetei érettségi tételek az egyik kecskeméti gimnáziumban. A székelykeresztúri Orbán Balázs Gimnázium nagy tisztelettel tekint Elekes Ferenc munkásságára és büszke öregdiákjára, az új épületben megnyílt gimnázium 2011. szeptember 12-én egyben domborművet is avatott, melyen Elekes Ferenc verséből idéz: „Hűségből obeliszket...”

## Ars poétikájához
„Mindennél távolabb áll Elekestől a nagyotmondás, a szerepjátszás, nem akarja megváltani azt a világot, amit nem lehet megváltani, csak túlélni és bevallani. A huszadik századról alkotott leegyszerűsített, népi bölcsességbe oltott vízióját épp az teszi autentikussá, hogy a szerző nem kíván többnek látszani benne, mint amekkora. Benne is éppen úgy keveredik sok minden, mint ama legendás Mátyás királyban: a talmi és a nagyvonalú, a rigolya és a szellem, az igazságosság és a hiúság, a lemondás és a makacsság. Ezeket mind mesterien adagolja és személyesíti meg, anélkül, hogy fölöslegesen hamut szórna a saját fejére." (Cseke Gábor)

## Művei (válogatás)[3]

### Kötetei nyomtatásban
- Városi veréb, versek, Irodalmi Kiadó, Bukarest, 1966
- Jómag Jani találmánya, gyermekversek, Creanga kiadó, Bukarest, 1976
- Amikor bekapcsolom a madarakat, publicisztika, esszé, Dacia kiadó, Kolozsvár, 1977
- Éden Bádenben, kisregény, Székelyház Közhasznú Alapítvány kiadó, Budapest, 2010 (Ághegy könyvek sorozat)
- Az eltérített felvonó c. kisregény in Az eltérített felvonó  : a marosvásárhelyi Súrlott Grádics irodalmi kör antológiája. Kolozsvár, Kriterion Könyvkiadó, 2011.
- Útszéli szobraim : három kisregény. Szerkesztette Bölöni Domokos, a borítót Elekes Károly készítette Puskás György fotójának felhasználásával, tördelte Donáth Nagy György. Marosvásárhely, 2013. 315 p. ISBN 978-973-0-15406-1[4]
- Mediterrán sóhajtások : versek. Marosvásárhely. 2013. Szerkesztette Bölöni Domokos, a borítót Elekes Károly készítette. Könyvterv és tördelés: Siklodi Zsolt. Nyomda és kiadó: Silk Design Kft.Szováta. KorkéP könyvek[5] ISBN 978-973-0-15567-9

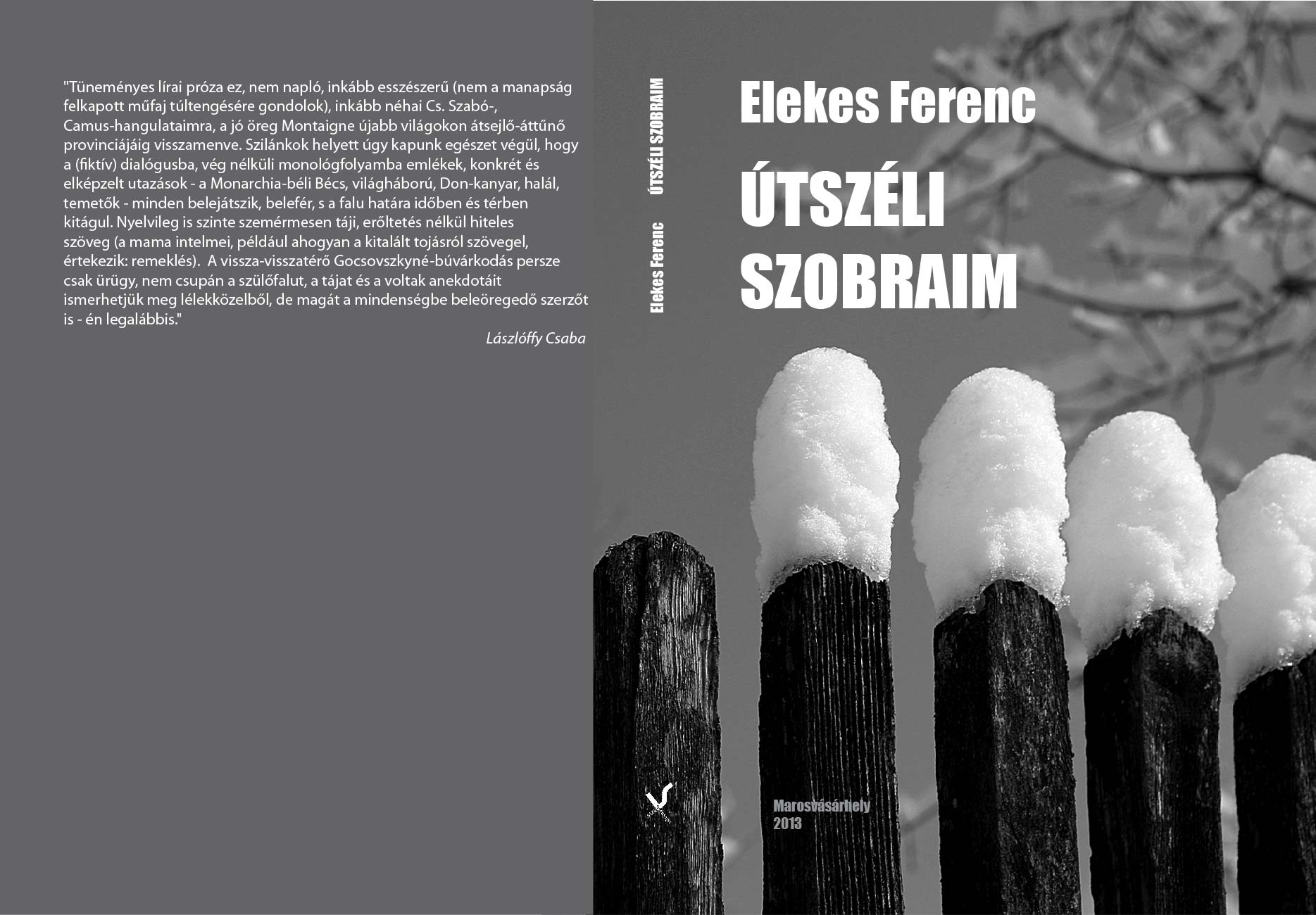
Útszéli szobraim (Marosvásárhely 2013)

### Munkái a Magyar Elektronikus Könyvtárban
- Dekameron, publicisztikai írások, esszék 2018                   [6]
- Hangyák útja, elbeszélések, esszék, 2009
- Gocsovszkyné, kisregény, 2009
- Jöttem, hogy lássalak, versek, 2009
- Elrajzolt angyalok, (Bözödi napjaim) kisregény, 2009
- Egy tekintet éghajlata, kisregény, 2009
- Az eltérített felvonó, kisregény, 2010
- Leborult szivarvég, esszék, 2010
- A feketeruhás hölgy finom ujjai, elbeszélés, 2011
- Isteni szemmérték, esszék, 2011
- Az eltérített felvonó, kisregény, 2011[7]
- A kidobott dáma (Képek között ténferegve). Szerk. Cseke Gábor, 2012
- Imádkozó sáska (publicisztikai írások). Szerk. Cseke Gábor, 2012

### Román nyelvrefordított műve a MEK-ben
- DEGETELE FINE ALE DOAMNEI ÎN NEGRU Traducere din limba maghiară de CORNELIU CÂLŢEA Redactor: Cseke Gábor Pe copertă: fotografie de Hedy Löffler (2013)[8]

## Társasági tagság
- A Magyar Írószövetség tagja

## Galéria

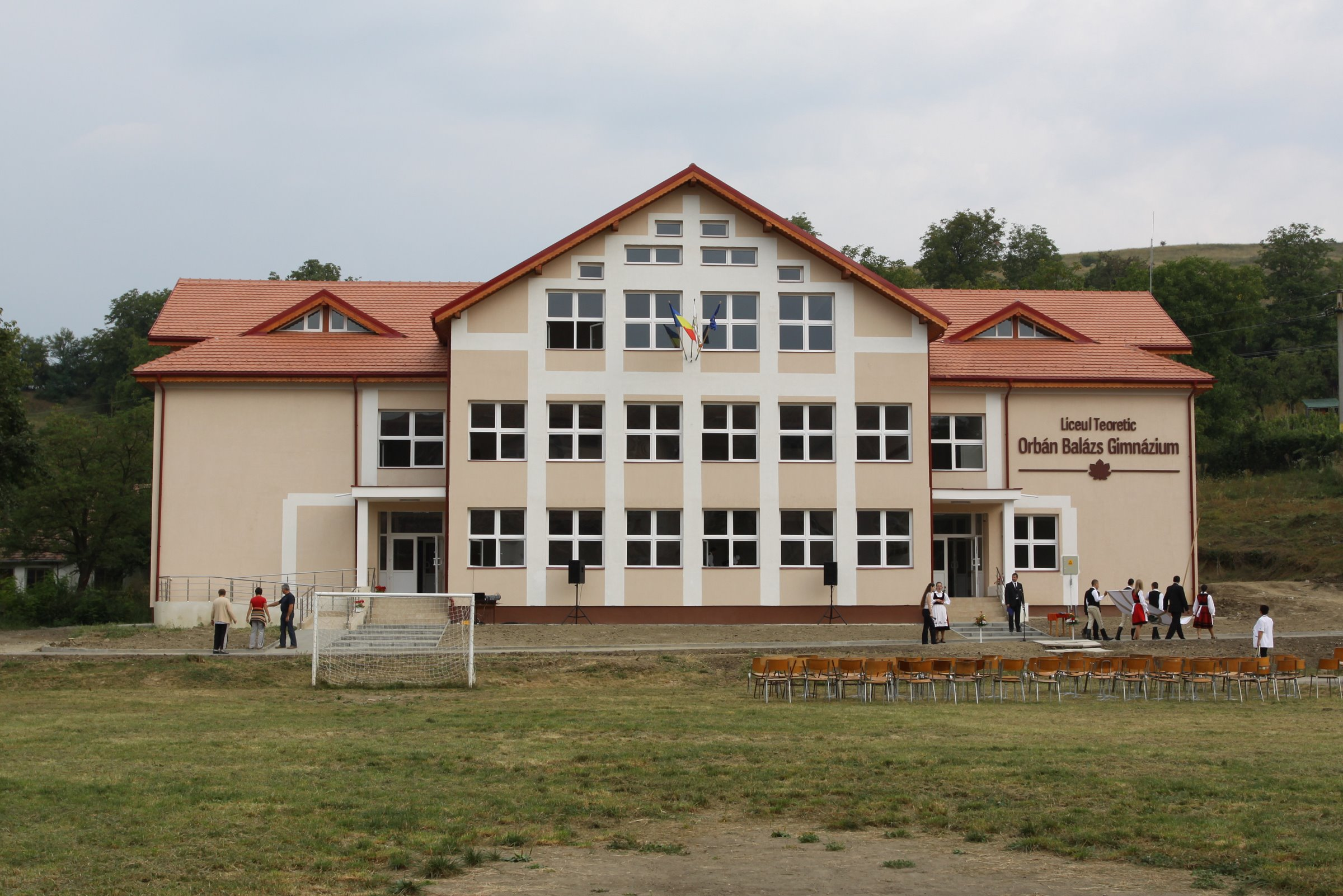
Orbán Balázs Gimnázium Székelykeresztúr
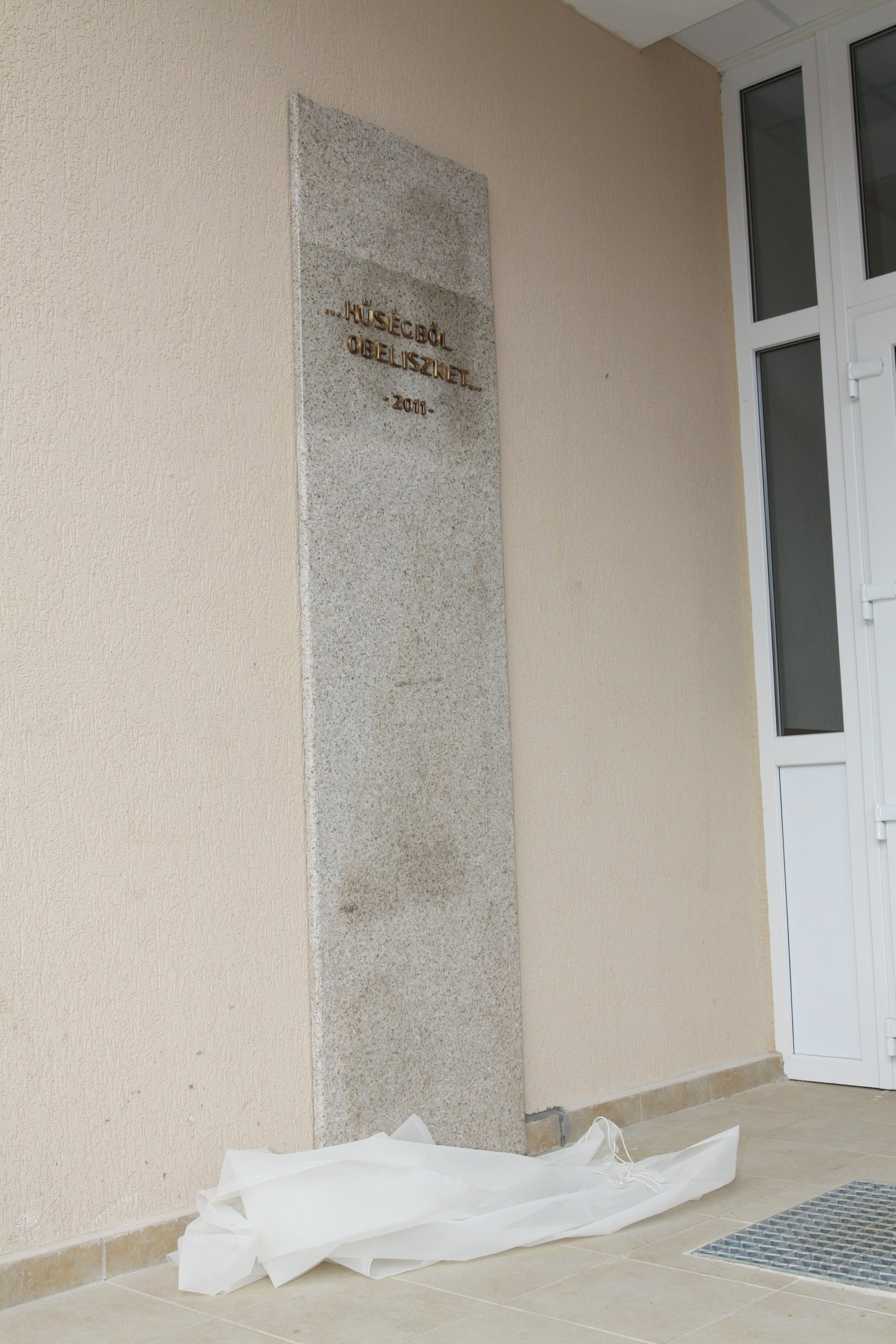
Dombormű a gimnázium bejáratánál, felállítva 2011
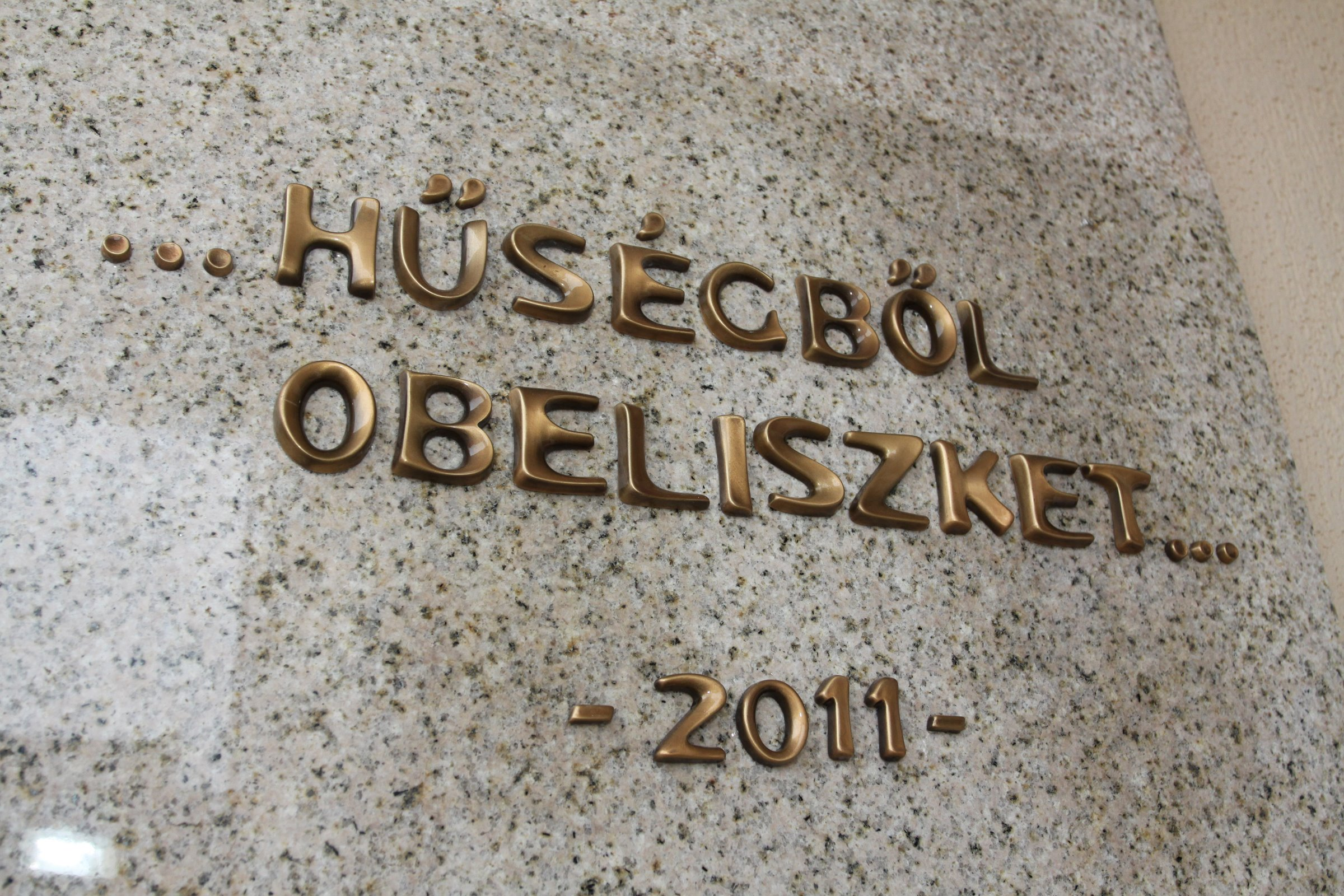
„Hűségből obeliszket...” dombormű, részlet

## További irodalom
- Mózes Attila: „Ha ő pennás ember lenne.” Utunk, 1978. 12. sz.
- Gagyi László: Elekes Ferenc: Amikor bekapcsolom a madarakat. Igaz Szó, 1978.